# لورنسو آلوسن
لورنسو آلوسن (اسپانیایی: Lorenzo Alocén‎; ۴ نوامبر ۱۹۳۷ – ۱۸ ژانویهٔ ۲۰۲۲) بازیکن بسکتبال اهل اسپانیا بود.
از باشگاه‌هایی که در آن بازی کرده‌است می‌توان به باشگاه بسکتبال رئال مادرید اشاره کرد.